# Digitalt bibliotek
Et digitalt bibliotek er et bibliotek i hvilket samlingerne eksisterer i et digitalt format og er tilgængelige via computere. Det er i modsætning til biblioteker med trykte materialer, mikrofilm og andre medier. 

## Links
European Library